# Tettenman
Tettenman is een stripfiguur van de Belgische cartoonist Jeroom.
Jeroom bedacht het personage in 2001. Het was zijn eerste succesrijke figuurtje. Net zoals Reetman (een andere creatie van Jeroom) is Tettenman een parodie op Amerikaanse superhelden zoals Batman: de Tettenman in kwestie is eigenlijk niet meer dan een volkomen door borsten (in de Vlaamse volkstaal "tetten" genoemd - zie ook: Seksuele volkstaal en eufemismen) geobsedeerd kereltje-met-een-cape. Een "tettenman" was voorheen al een scheldwoord voor een seksmaniak. 
Hoewel Jeroom zijn superheld maar enkele keren opvoerde in het weekblad Humo (onder andere op een affiche voor het Rock Werchter-festival, waarop boven Tettenman de slogan 'Hij gaat niet voor de muziek!' prijkte), werd het figuurtje en het woord 'tettenman' in een mum van tijd toch razend populair, vooral bij de jeugd. 